# Contre-la-montre masculin de cyclisme sur route aux Jeux olympiques d'été de 2012
Navigation
Pékin 2008 Rio de Janeiro 2016
Le contre-la-montre masculin de cyclisme sur route, épreuve de cyclisme des Jeux olympiques d'été de 2012, a lieu le 1er août 2012 dans le sud-ouest de Londres sur 44 kilomètres.
Les athlètes s'élancent avec 90 secondes d'intervalle entre eux et ils doivent terminer le parcours le plus rapidement possible.
La médaille d'or revient au coureur britannique Bradley Wiggins, la médaille d'argent à l'Allemand Tony Martin et la médaille de bronze au Britannique Christopher Froome.

## Qualification
Chaque nation classée dans les 15 premières de l'UCI World Tour 2011, ou dans les 7 premières de l'UCI Europe Tour, ou les 4 premières de l'UCI America Tour, ou dans les 2 premières de l'UCI Asia Tour, ou première de l'UCI Asia Tour ou de l'UCI Africa Tour peut engager un coureur dans la course.
En outre, dix nations peuvent engager un coureur supplémentaire grâce à la performance de leurs coureurs lors du championnat du monde du contre-la-montre 2011. Ces pays sont l'Allemagne, la Grande-Bretagne, la Suisse, l'Australie, les Pays-Bas, le Kazakhstan, le Danemark, l'Espagne, la Suède et le Canada.

## Parcours
La course part et se termine à Hampton Court Palace, dans le sud-ouest de Londres, et incorpore des sections de Richmond, de Kingston upon Thames et de Surrey. L'épreuve se dispute sur un seul tour de 44 kilomètres.

## Favoris
Le champion olympique en titre dans cette discipline est le Suisse Fabian Cancellara. Il est l'un des favoris à sa propre succession mais sa chute près de l'arrivée lors de l'épreuve en ligne le rend incertain. Le vainqueur du Tour de France 2012, le Britannique Bradley Wiggins, est également considéré comme un grand favori et il recherchera à gagner une nouvelle médaille, lui qui en a déjà remportée six sur la piste. Le champion du monde en titre de la spécialité, l'Allemand Tony Martin, annoncé comme l'unique favori au début de l'année, se remet d'une blessure qui l'a gêné tout au long de la saison.
Parmi les autres prétendants, le coéquipier britannique de Wiggins, Christopher Froome a montré qu'il était en forme. Il a terminé deuxième du Tour de France 2012 et deuxième derrière Wiggins des deux contre-la-montre du Tour. Michael Rogers, champion du monde de la discipline entre 2003 et 2005, représente l'Australie alors que Cadel Evans, vainqueur du Tour de France 2011 ne sera pas présent. Le jeune Américain Taylor Phinney va représenter les États-Unis, le Français Sylvain Chavanel sera le seul coureur français, tandis que Luis León Sánchez représentera l'Espagne.

## Programme
L'horaire correspond à l'UTC+1
| Date                   | Horaire | Manche |
| ---------------------- | ------- | ------ |
| Mercredi 1er août 2012 | 14 h 15 | Finale |

## Résultats
La liste des participants est publiée le 23 juillet.
| Rang | Coureur              | Pays             | Temps          |
| ---- | -------------------- | ---------------- | -------------- |
| 1    | Bradley Wiggins      | Royaume-Uni      | 50 min 39 s 54 |
| 2    | Tony Martin          | Allemagne        | 51 min 21 s 54 |
| 3    | Christopher Froome   | Royaume-Uni      | 51 min 47 s 87 |
| 4    | Taylor Phinney       | États-Unis       | 52 min 38 s 07 |
| 5    | Marco Pinotti        | Italie           | 52 min 49 s 28 |
| 6    | Michael Rogers       | Australie        | 52 min 51 s 39 |
| 7    | Fabian Cancellara    | Suisse           | 52 min 53 s 71 |
| 8    | Bert Grabsch         | Allemagne        | 53 min 18 s 04 |
| 9    | Jonathan Castroviejo | Espagne          | 53 min 29 s 36 |
| 10   | Janez Brajkovič      | Slovénie         | 54 min 09 s 72 |
| 11   | Lieuwe Westra        | Pays-Bas         | 54 min 19 s 62 |
| 12   | Vasil Kiryienka      | Biélorussie      | 54 min 30 s 29 |
| 13   | Edvald Boasson Hagen | Norvège          | 54 min 30 s 87 |
| 14   | Lars Ytting Bak      | Danemark         | 54 min 33 s 21 |
| 15   | Jakob Fuglsang       | Danemark         | 54 min 34 s 49 |
| 16   | Gustav Larsson       | Suède            | 54 min 35 s 26 |
| 17   | Philippe Gilbert     | Belgique         | 54 min 39 s 98 |
| 18   | Nélson Oliveira      | Portugal         | 54 min 41 s 57 |
| 19   | Jack Bauer           | Nouvelle-Zélande | 54 min 54 s 16 |
| 20   | Denis Menchov        | Russie           | 54 min 59 s 26 |
| 21   | Ramūnas Navardauskas | Lituanie         | 55 min 12 s 32 |
| 22   | Lars Boom            | Pays-Bas         | 55 min 29 s 74 |
| 23   | Alexandre Vinokourov | Kazakhstan       | 55 min 37 s 05 |
| 24   | Fumiyuki Beppu       | Japon            | 55 min 40 s 64 |
| 25   | Maciej Bodnar        | Pologne          | 55 min 49 s 67 |
| 26   | Magno Nazaret        | Brésil           | 55 min 50 s 77 |
| 27   | David McCann         | Irlande          | 56 min 03 s 77 |
| 28   | Ryder Hesjedal       | Canada           | 56 min 06 s 18 |
| 29   | Sylvain Chavanel     | France           | 56 min 07 s 67 |
| 30   | Michael Albasini     | Suisse           | 56 min 38 s 38 |
| 31   | Assan Bazayev        | Kazakhstan       | 56 min 40 s 77 |
| 32   | Luis León Sánchez    | Espagne          | 56 min 59 s 16 |
| 33   | Tomás Gil            | Venezuela        | 57 min 05 s 12 |
| 34   | Mouhssine Lahsaini   | Maroc            | 57 min 25 s 24 |
| 35   | Fabio Duarte         | Colombie         | 57 min 34 s 20 |
| 36   | Alireza Haghi        | Iran             | 57 min 41 s 44 |
| 37   | Ahmet Akdilek        | Turquie          | 59 min 11 s 19 |